# Culver Cliff
Culver Cliff är en klint av krita i Storbritannien.   Det ligger på ön Isle of Wight i England, i den södra delen av landet, 120 km sydväst om huvudstaden London. Culver Cliff ligger 104 meter över havet. Närmaste större samhälle är Portsmouth, 15 km norr om Culver Cliff. 